# Klaus Zaczyk
Klaus Zaczyk (ur. 25 maja 1945 w Marburgu) – piłkarz niemiecki.
Z Hamburgerem SV zdobył Puchar Niemiec (1976) i Puchar Zdobywców Pucharów (1977). 22 lutego 1967 w Karlsruhe w meczu z Marokiem (5-1) jedyny raz wystąpił w Reprezentacji RFN i strzelił dla niej gola.